# Albin Tingwall
Olov Albin Tingwall, född 25 juli 2003 i Sigtuna, är en svensk sångare. Han kom tvåa i den artonde säsongen av TV-programmet Idol på TV4. I finalen tävlade han mot Nike Sellmar.
Den 4 november 2022 släpptes Albin Tingwalls version av låten "How Am I Supposed to Live Without You" av Michael Bolton på Spotify, i samband med att han framförde denna låt i den sjätte fredagsfinalen. Den 31 mars 2023 släpptes hans första originallåt "Something About You" som andra singel. Den 24 februari 2024 tävlade han också i Melodifestivalen och gick till kvalfinal med låten "Done Getting Over You ". 

## Diskografi

### Singlar
| Titel                                   | År   | Position på Sverigetopplistan | Album  |
| --------------------------------------- | ---- | ----------------------------- | ------ |
| "How Am I Supposed To Live Without You" | 2022 | -                             | singel |
| "Something About You"                   | 2023 | -                             | singel |
| "Phone Call"                            | 2023 | -                             | singel |
| "See You Again (It's Christmas)"        | 2023 | -                             | singel |
| "Done Getting Over You"                 | 2024 | 39                            | singel |
| "27"                                    | 2024 | -                             | singel |
| "Mercy"                                 | 2024 | -                             | singel |

## Tv-program
| Titel            | År   | Placering |
| ---------------- | ---- | --------- |
| Idol             | 2022 | 2:a       |
| Melodifestivalen | 2024 | –         |